# Songqiao (köpinghuvudort i Kina, Jiangsu Sheng, lat 32,64, long 119,30)
Songqiao (kinesiska: 送桥, 送桥镇) är en köpinghuvudort i Kina. Den ligger i provinsen Jiangsu, i den östra delen av landet, omkring 80 kilometer nordost om provinshuvudstaden Nanjing. Antalet invånare är 25 222. Befolkningen består av 12 944 kvinnor och 12 278 män. Barn under 15 år utgör 10,0 %, vuxna 15-64 år 76 %, och äldre över 65 år 12,0 %.
Runt Songqiao är det tätbefolkat, med 613 invånare per kvadratkilometer. Närmaste större samhälle är Dayi, 12,7 km sydväst om Songqiao. Trakten runt Songqiao består till största delen av jordbruksmark.
Genomsnittlig årsnederbörd är 1 294 millimeter. Den regnigaste månaden är juli, med i genomsnitt 289 mm nederbörd, och den torraste är december, med 30 mm nederbörd.